# Ратибор Клуксович
Ратибор Клуксович — новгородский тысяцкий в 1268—1270 годы.

## Тысяцкий
Тысяцким Ратибор Клуксович стал в 1268 году, причём произошло это по княжеской воле (в связи с тем, что прежний тысяцкий Кондрат пропал без вести во время Раковорской битвы). В 1269 году Ратибор вместе с князем Ярославом Ярославичем и посадником Павшей Онаньиничем подписал договор с Любеком и Готским берегом. В договоре рассматривались торговые и судебные отношения между новгородцами и немцами.
Примерно в 1270 году в Новгороде происходит мятеж против князя Ярослава. После попыток его изгнать новгородцы созвали вече и осуществили нападение на княжеских людей (из которых один, по имени Иванко, был убит, а остальные бежали в Никольскую церковь). На следующий день к находящемуся на Городище князю бежали тысяцкий Ратибор и другие. Дома Ратибора и иных княжеских людей были разграблены новгородцами. Впоследствии князь Ярослав был вынужден уйти из Новгорода, но на этом не успокоился, а послал Ратибора к Ордынскому царю, чтобы тот прислал помощь. Лживым наветом на новгородцев Ратибор попытался привлечь царя на сторону князя. Царь прислал войска, но разобравшись в этом деле (выяснив, что причиной разлада между новгородцами и князем были личные интересы Ярослава), вернул их обратно.

## Сотский
В Уставе Ярослава о мостех фигурирует Ратибор как сотский, так же и Кондрат. Янин предполагает, что этот устав мог быть написан в то время, когда ещё были живы Кондрат и Ратибор, то есть примерно в 1265—1267 годах.

## В культуре
Выведен в качестве главного антагониста в повести Дмитрия Балашова «Господин Великий Новгород» (1970).